# Linan hainanicus
Linan hainanicus – gatunek chrząszcza z rodziny kusakowatych i podrodziny marników. Występuje endemicznie w Chinach.
Gatunek ten opisany został po raz pierwszy w 2002 roku przez Petera Hlaváča na łamach Annales de la Société entomologique de France. Jako miejsce typowe wskazano Rezerwat przyrody Jianfengling na wyspie Hainan Dao w chińskiej prowincji Hajnan. W 2011 roku Yin Ziwei i Li Lizhen na łamach Acta Entomologica Musei Nationalis Pragae dokonali jego redeskrypcji.
Chrząszcz ten osiąga 2,95 mm długości i 1,13 mm szerokości ciała. Głowa jest nieco dłuższa niż szeroka. Oczy złożone buduje u samca około 50 omatidiów. Czułki buduje jedenaście członów, z których trzy ostatnie są powiększone, a u samca ponadto człony dziewiąty i dziesiąty są silnie zmodyfikowane. Przedplecze jest tak szerokie jak długie. Pokrywy są szersze niż dłuższe. Nasadowo-boczne krawędzie przedplecza i pokryw pozbawione są gęstych szczecinek. Zapiersie (metawentryt) u samców ma duże i w widoku bocznym rozdwojone na wierzchołkach wyrostki. Odnóża przedniej pary mają u samca po szeroko ściętej ostrodze na szczytach goleni. Pozostałe części odnóży są niezmodyfikowane. 
Owad ten jest endemitem Chin, znanym z tylko z Hajnanu, z rezerwatu Jianfengling w powiecie Ledong oraz rezerwatu Bawangling w powiecie Changjiang. Spotykany był na rzędnych od 1000 do 1500 m n.p.m. Zasiedla ściółkę w lasach nad strumieniami.